# Каєтанув (Мазовецьке воєводство)
Каєтанув (пол. Kajetanów) — село в Польщі, у гміні Ілжа Радомського повіту Мазовецького воєводства.
Населення — 134 особи (2011).
У 1975-1998 роках село належало до Радомського воєводства.

## Демографія
Демографічна структура станом на 31 березня 2011 року:
|          | Загалом | Допрацездатний вік | Працездатний вік | Постпрацездатний вік |
| -------- | ------- | ------------------ | ---------------- | -------------------- |
| Чоловіки | 70      | 17                 | 44               | 9                    |
| Жінки    | 64      | 7                  | 38               | 19                   |
| Разом    | 134     | 24                 | 82               | 28                   |